# Xã Morning Sun, Quận Louisa, Iowa
Xã Morning Sun (tiếng Anh: Morning Sun Township) là một xã thuộc quận Louisa, tiểu bang Iowa, Hoa Kỳ. Năm 2010, dân số của xã này là 1.198 người.